# Hans Rademacher
Hans Adolph Rademacher (Wandsbek, nu Hamburg-Wandsbek, 3 april 1892, – Haverford (Pennsylvania), 7 februari 1969) was een Duits wiskundige, die bekendstaat voor zijn werk op het gebied van de wiskundige analyse en de getaltheorie.
Hij promoveerde bij Constantin Carathéodory. Hij was gewoon hoogleraar aan de Universiteit van Breslau (het huidige Wrocław) van 1922 tot 1933, toen hij door het nationaalsocialistische regime werd afgezet.
In 1934 emigreerde hij naar de Verenigde Staten. Noodgedwongen aanvaardde hij aan de Universiteit van Pennsylvania een assistentschap, een baan die beneden zijn academische status lag. Toen hij in 1939 vooralsnog een hoogleraarschap kreeg om te vermijden dat hij op een aanbod van een concurrerende instelling zou ingaan, slorpte dat het budget voor loonsverhogingen van het hele departement op.
In 1936 gaf hij een asymptotische formule die het aantal partities van een getal beschreef.

## Verder lezen
- (en)  Berndt, Bruce C. (1992). Hans Rademacher (1892–1969) (PDF). Acta Arithmetica 61: 209–231.  Gearchiveerd van origineel op 24 februari 2009. Geraadpleegd op 7 februari 2009.  Necrologie en publicatielijst.